# Kształt rzeczy
Kształt rzeczy (ang. The Shape of Things) – sztuka teatralna napisana przez amerykańskiego dramaturga i reżysera Neila LaBute w 2001 roku. W tym samym roku dramat wystawiono na deskach teatru Almeida Theatre w Londynie. W głównych rolach wystąpili: Paul Rudd i Rachel Weisz, a reżyserem był sam autor.
W 2003 roku został nakręcony film fabularny z tą samą obsadą i reżyserem.

## Fabuła
Głównymi bohaterami dramatu Kształt rzeczy Neila LaBute’a są Evelyn i Adam. Evelyn to młoda studentka Akademii Sztuk Pięknych, która pracuje nad swoją pracą dyplomową; Adam jest nieśmiałym, oczytanym i zakompleksionym studentem. Poznali się w galerii sztuki, gdzie dziewczyna przekroczyła wyznaczoną linię dla zwiedzających i stanęła tuż obok rzeźby, której zresztą zamierzała domalować męskie genitalia. Miał to być rodzaj manifestu artystki wobec decyzji podejmowanych przez władze konserwatywnego miasteczka, w którym studiowała. Na skutek wniosku lokalnych władz przyrodzenie zostało zasłonięte przez liść winogron, ponieważ uznano je za gorszące. Adam, który pracował w galerii sztuki, jako ochroniarz, przyzwolił studentce na ten odważny akt twórczy, który przez dziekana uczelni został potraktowany jako przejaw wandalizmu. Po tym zdarzeniu bohaterowie zaczęli się spotykać. 
Adam był oczarowany Evelyn i liczył się z każdym jej słowem, nawet jeśli sam się z nim nie zgadzał. Ona była wszystkim, czym on nie był – była otwarta, pewna siebie i wizualnie atrakcyjna, co przyspieszyło rozkwit uczuć bohatera. O nim można było tylko powiedzieć, że jest oczytany, dosyć często cytował klasyków literatury, co niestety nie robiło wrażenia na dziewczynie. W pewnym momencie Evelyn zaczęła subtelnie sygnalizować istnienie pewnych niedoskonałości Adama i z chęcią dawała różne wskazówki dotyczące jego urody. Dzięki nim chłopak z własnej nieprzymuszonej woli przeszedł na dietę, zaczął nosić soczewki i przestał obgryzać paznokcie, zmienił styl ubierania, a potem nawet udał się na korektę nosa. Dziewczyna zachęciła go także, by prowadził dziennik postępów i wprowadzonych  nowych  nawyków, by mógł je kontrolować. 
Za każdym razem w tej relacji nagrodą, a także motywatorem do dalszych estetycznych modyfikacji był seks. Ciało Evelyn było narzędziem, które przyczyniało się do dokonywania zmian. Dziewczyna używała swojej seksualności, by wskazywać odpowiednią drogę Adamowi. Bowiem z każdym dniem stawał się on coraz lepszą, bardziej atrakcyjną wersją samego siebie. Jego otoczenie w niedługim czasie zaczęło to zauważać i podziwiać, na skutek czego Adam zyskał pewność siebie, której nigdy nie miał. 
Z czasem okazało się, że nie tylko jego aparycja uległa zmianie. Jego osobowość oraz wartości, które wcześniej wyznawał, również zostały poddane znacznej modyfikacji. Przedtem dla Adama duże znaczenie miały przyjaźń i prawda – nigdy nie okłamałby przyjaciela i nie zdradził ukochanej. Przemiana stała się początkiem jego upadku. Na skutek drobnych estetycznych korekt stał się inną osobą, a zmiana jego wyglądu przyczyniła się do psychofizycznej metamorfozy chłopaka. Zmieniła się jego moralność – Adam mógł pozwolić sobie na więcej niż w czasach, kiedy był nieatrakcyjnym, niewyróżniającym się i niepopularnym ochroniarzem. W celu ratowania związku, wyrzekł się przyjaźni oraz kontaktów z kochanką, która przy okazji miała zostać żoną jego najlepszego przyjaciela, był gotów zrobić wszystko dla swojej dziewczyny – jedynej przyczyny jego przemian. Postanowił oświadczyć się dziewczynie, która nadała mu znaczenie.
Pod koniec dramatu Evelyn zaprosiła Adama i jego byłych przyjaciół na prezentację swojej pracy dyplomowej. Podczas swojego wystąpienia, wspomniała o oświadczynach Adama, a także o tym, że jeszcze nie dała mu odpowiedzi. Ważnym elementem jej przemówienia był także fakt, że jej promotor dał jej na początku semestru radę, żeby postarała się zmienić świat swoją pracą. Jednak ona postanowiła zrobić coś lepszego, zdecydowała się zmienić czyiś świat. Stworzyła ludzką rzeźbę. Odsłoniła wielkie zdjęcie Adama ”przed” i zaczęła opowiadać o rzeźbieniu w dwóch podatnych na wpływy materiałach − ludzkiej woli i ludzkim ciele. Przedstawiła wszystkie zmiany, które nastąpiły poprzez wytworzenie iluzji miłości, a wszystko za pomocą manipulacji, która okazała się dłutem. Używając tylko sugestii, nigdy nie prosząc o zrobienie czegoś, stworzyła dzieło sztuki, które nazwała ”Bez tytułu”. Adam stał się jej kreacją. Był jedynie materią, w której mogła tworzyć, wykorzystując seks, jako środek perswazji. 

## Obsada
- Paul Rudd jako Adam Sorenson
- Rachel Weisz jako Evelyn Ann Thompson
- Gretchen Mol jako Jenny
- Frederick Weller jako Phillip